# Teodora Lamadrid
Teodora Hervella Cano, conocida como Teodora Lamadrid (Zaragoza, 26 de noviembre de 1820-Madrid, 21 de abril de 1896), fue una actriz destacada del teatro romántico español del siglo XIX, junto a su hermana mayor Bárbara y a Matilde Díez. Estuvo casada con el director de orquesta Basilio Basili.

## Biografía

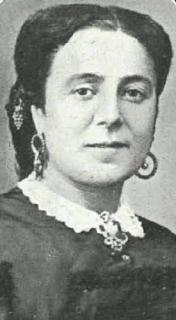
Teodora Lamadrid, fotografía publicada en la revista Comedias y comediantes en 1910.

Actriz de amplio registro, tuvo ocasión a lo largo de su carrera de interpretar algunas de las más representativas piezas de teatro clásico, en prosa y en verso, y probar suerte también como cantante lírica de ópera y zarzuela.
Hermana de la también actriz Bárbara Lamadrid, pisó un escenario por primera vez a la corta edad de ocho años. En 1832 se trasladó a Madrid al ser contratada, junto a su hermana, por el empresario teatral Juan Grimaldi para trabajar en los teatros Príncipe y de la Cruz.
Sobre los escenarios madrileños fue consolidando su prestigio hasta que en 1851 interpretó una de las obras cumbre de su carrera, Adriana Lecouvreur, que supondría su consagración definitiva. En años sucesivos, su repertorio se fue engrosando con obras como Locura de amor de Manuel Tamayo y Baus, El tanto por ciento, La campana de Almudaina, Lo positivo, Virginia, La villana de Vallecas, El desdén con el desdén, Don Juan Tenorio, Los amantes de Teruel o El trovador. Su faceta como cantante lírica incluye una de las primeras óperas españolas, El novio y el concierto (1841), compuesta por su esposo Basilio Basili, y Los solitarios (1842), con música de Basili y textos de Bretón de los Herreros. Como era habitual en los actores de la época, realizó también una exitosa gira teatral por diversos países de Latinoamérica.
También se dedicó a la docencia, impartiendo clases en la Escuela Oficial de Declamación del Conservatorio de Madrid, entre otras personalidades, a la posteriormente figura del teatro español María Guerrero.
Coetánea de Matilde Díez, la otra gran figura del teatro español del momento, ambas mantuvieron cierta rivalidad a lo largo de los años. Su retrato figura, entre otros, en el telón del Teatro Principal de Zaragoza que data de 1877. Con carácter póstumo ha dado nombre a calles en varias ciudades españolas.